# Molopsida polita
Molopsida polita is een keversoort uit de familie loopkevers (Carabidae). De wetenschappelijke naam van de soort is voor het eerst geldig gepubliceerd in 1846 door White in Richardson & Gray.